# Hollywood-sur-Tibre

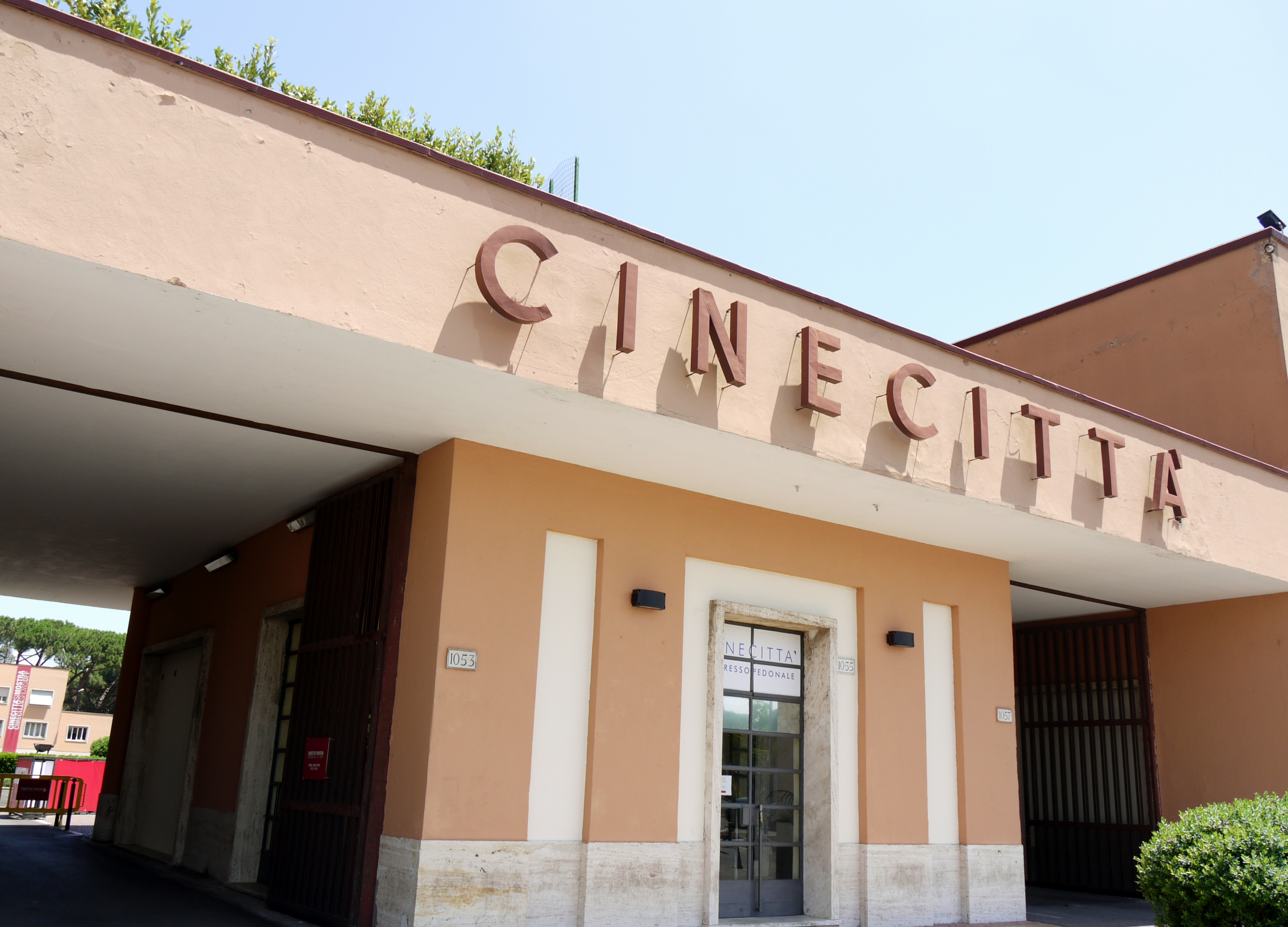
L'entrée des studios Cinecittà.

Hollywood-sur-Tibre, (italien : Hollywood sul Tevere, anglais : Hollywood on the Tiber) est une expression utilisée pour décrire la période des années 1950 et 1960 au cours de laquelle la capitale italienne, Rome, s'est imposée comme un lieu incontournable du cinéma mondial, attirant de nombreuses productions étrangères, principalement hollywoodiennes, dans les studios de Cinecittà. Cet essor est dû à la compétitivité économique des studios romains et à une loi spéciale qui ne permettait pas aux producteurs étrangers d'exporter les recettes réalisées en Italie, les obligeant ainsi à réinvestir localement.
Le succès commercial de Quo Vadis (1951) a entraîné un flot de superproductions co-produites en Italie par les studios d'Hollywood, surtout dans le genre péplum, qui a atteint son apogée avec Cléopâtre de la 20th Century Fox en 1963. L'expression « Hollywood-sur-Tibre », en référence au fleuve qui traverse Rome, a été inventée en 1950 par le magazine Time pendant le tournage de Quo Vadis.

## Contexte
Après la Seconde Guerre mondiale, les revenus des studios hollywoodiens chutent, tandis que les coûts de production ne cessent d'augmenter, provoquant une diminution durable des recettes et donc du nombre des productions. En conséquence, les studios hollywoodiens ont de plus en plus déplacé la production à l'étranger, à la fois pour profiter de coûts moins élevés et pour utiliser les fonds gelés (les bénéfices des films américains dont les gouvernements étrangers interdisaient l'exportation). Ces films, connus sous le nom de « runaway productions », pouvaient également bénéficier de subventions locales. Au début des années 1950, certains des films américains à plus gros budget étaient tournés dans des pays européens, notamment en Grande-Bretagne et en Italie. Dans ces deux pays, les sociétés américaines nouvellement arrivées travaillaient parallèlement à des industries cinématographiques nationales de grande envergure.
En Italie, les réalisateurs ont utilisé le vaste complexe de Cinecittà, construit dans les années 1930 par le régime fasciste de Benito Mussolini, qui visait à reconstruire le cinéma italien. Après le renversement de Mussolini en 1943, la production à Cinecittà a été suspendue et aucun nouveau film n'y été réalisé avant 1948.

## L'âge d'or

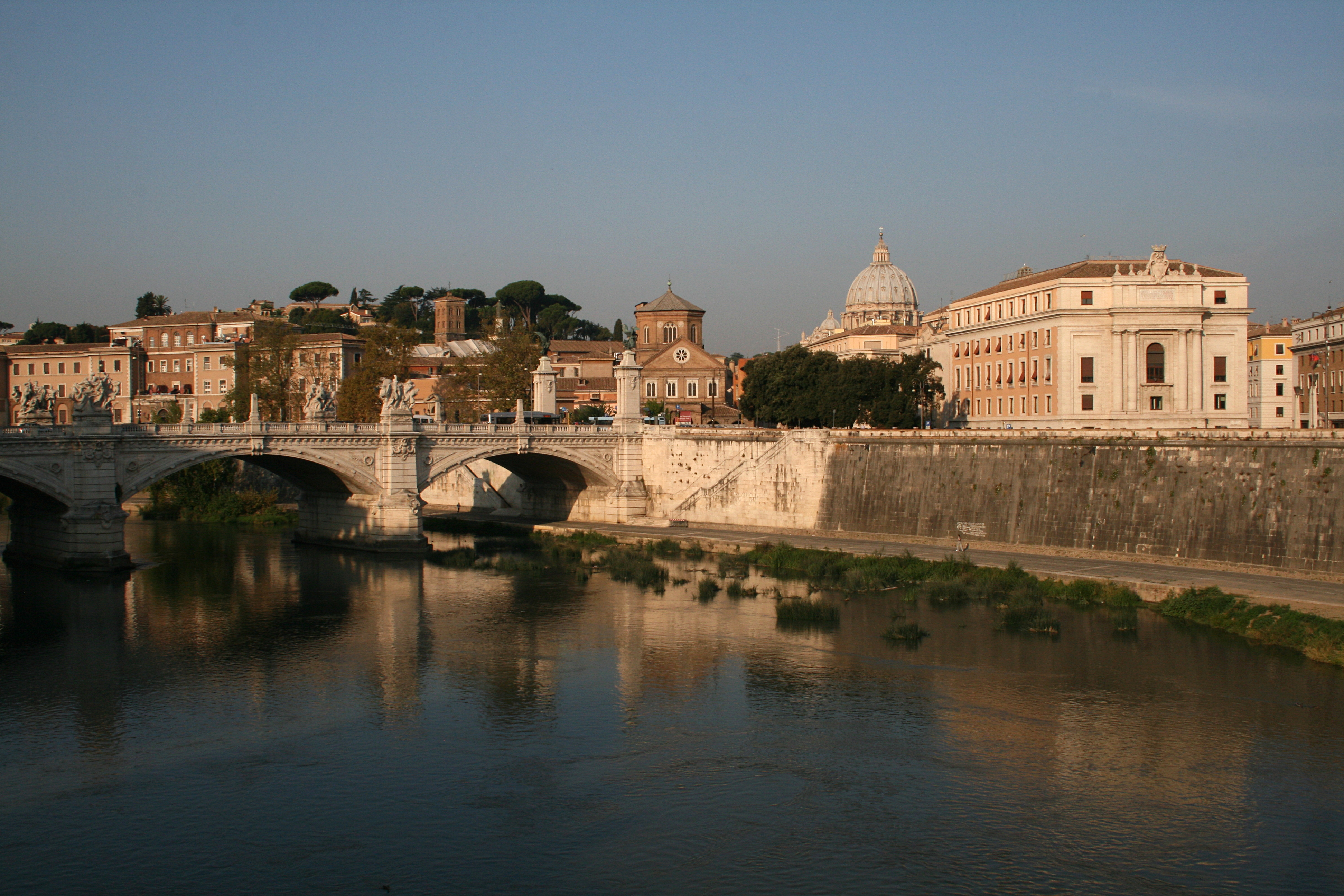
Le Tibre à Rome.

Bien que les sociétés américaines aient déjà tourné en Italie auparavant (tels que le film muet Néron (it) de la Fox en 1922 et Ben-Hur de la MGM en 1925), l'ampleur des investissements de l'après-guerre est sans précédent. La plupart des films sont des péplums épiques, dont l'action se déroule souvent dans la Rome antique et qui nécessitent de décors colossaux et des tournages en extérieur. Parmi les autres films, citons les comédies romantiques Vacances romaines (1953) et La Fontaine des amours (1954). Les studios engageaient des acteurs britanniques, américains et autres, qui sont apparus aux côtés d'Italiens qui jouaient généralement des rôles secondaires ou des figurants. Sophia Loren était l'une des vedettes italiennes qui était assez en vogue pour être choisie dans un rôle principal. De même, des productions italiennes comme celle d'Ulysse (1954) de Mario Camerini engageaient des acteurs anglo-saxons comme Kirk Douglas comme tête d'affiche. Les producteurs ont parfois poussé les acteurs et les réalisateurs italiens à adopter des pseudonymes à consonance anglo-saxonnes au générique de leurs films. 
En 1962, la longue et difficile production de Cléopâtre a attiré l'attention des médias sur la ville. Les retards ont entraîné une explosion du budget, faisant de ce film le plus cher jamais réalisé à l'époque.
Loin d'entraîner un déclin du cinéma italien, l'industrie locale a connu un véritable essor à cette époque. En 1960, les films italiens ont dépassé les importations américaines en Italie pour la première fois depuis 1946.

## Le déclin
Cinecittà est au sommet de sa gloire internationale entre la production de Ben Hur et de Cléopâtre (1958-1960). À l'approche des années 1960, la mode des péplums commence à décliner après l'échec commercial de La Chute de l'Empire romain (1964), bien que des films d'autres genres, comme Docteur Jivago de David Lean (1965), continuent à être rentables.
Le western spaghetti va peu à peu remplacer le péplum à Cinecittà comme le genre en vogue, mais ces productions, tels que celle de Sergio Leone avec Et pour quelques dollars de plus (1965) seront le plus souvent tournées en Espagne, avant que Leone n'aille exporter ses tournages au Mexique ou aux États-Unis pour sa Trilogie du temps.
En 2009, un documentaire de Marco Spagnoli (it) intitulé Hollywood sul Tevere (it) est sorti. Il dresse le portrait de Cinecittà et des différentes vedettes qui y ont travaillé entre 1950 et 1970.

## Liste de films
- 1951 : Quo vadis de Mervyn LeRoy

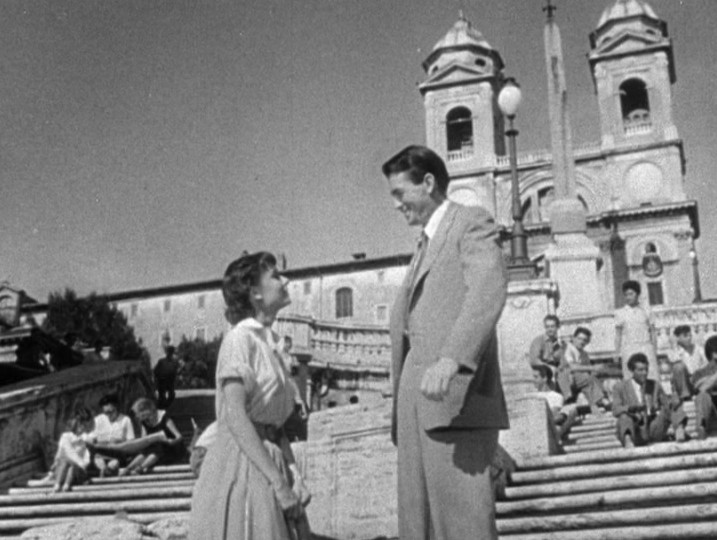
Une scène de Vacances romaines (1953) avec Gregory Peck et Audrey Hepburn.

- 1953 : Vacances romaines (italien : Vacanze romane, anglais : Roman Holiday) de William Wyler
- 1954 : La Fontaine des amours (italien : Tre soldi nella fontana, anglais : Three Coins in the Fountain) de Jean Negulesco
- 1954 : Ulysse (italien : Ulisse, anglais : Ulysses) de Mario Camerini
- 1954 : La Comtesse aux pieds nus (italien : La contessa scalza, anglais : The Barefoot Contessa) de Joseph L. Mankiewicz
- 1956 : Guerre et Paix (italien : Guerra e pace, anglais : War and Peace) de King Vidor
- 1956 : Hélène de Troie (italien : Elena di Troia, anglais : Helen of Troy) de Robert Wise
- 1957 : La Petite Hutte (italien : La capannina, anglais : The Little Hut) de Mark Robson
- 1957 : Ombres sous la mer (italien : Il ragazzo sul delfino, anglais : Boy on a Dolphin) de Jean Negulesco
- 1958 : La Maja nue (italien : La maja desnuda, anglais : The Naked Maja) d'Henry Koster et Mario Russo
- 1959 : Ben-Hur de William Wyler
- 1960 : C'est arrivé à Naples (italien : La baia di Napoli, anglais : It Started in Naples) de Melville Shavelson
- 1960 : L'Ange pourpre (italien : La sposa bella, anglais : The Angel Wore Red) de Nunnally Johnson
- 1963 : Cléopâtre (italien et anglais : Cleopatra) de Joseph L. Mankiewicz
- 1963 : Jason et les Argonautes (italien : Gli Argonauti, anglais : Jason and the Argonauts) de Don Chaffey
- 1963 : La Panthère rose (italien : La pantera rosa, anglais : The Pink Panther) de Blake Edwards
- 1964 : La Chute de l'Empire romain (italien : La caduta dell'Impero romano, anglais : The Fall of the Roman Empire) d'Anthony Mann
- 1965 : L'Extase et l'Agonie (italien : Il tormento e l'estasi, anglais : The Agony and the Ecstasy) de Carol Reed